# Beecham House
Beecham House (La Maison Beecham) est une série télévisée dramatique historique britannique dont l'action se déroule en 1795, cocréée, réalisée et produite par Gurinder Chadha. La série en six parties a été annoncée en août 2018 et a été diffusée pour la première fois le dimanche 23 juin 2019 en Grande Bretagne et à partir du 5 mars 2022 sur Chérie 25 en France. 
La série, qui se déroule à Delhi pendant la période moghole, dépeint la vie de la famille Beecham dans leur maison nouvellement achetée. La famille est dirigée par John Beecham, un ancien soldat de la Compagnie des Indes orientales déterminé à faire de la maison son havre de paix.
La série a été conçue comme « le Downton Abbey indien ». Elle a reçu des critiques mitigées, les critiques estimant qu'elle n'était pas à la hauteur des attentes en tant que drame historique radical, mais qu'elle restait divertissante pour les amateurs de feuilletons historiques.
Malgré le cliffhanger en fin de la saison 1, ITV n'a pas renouvelé la série pour une deuxième saison.

## Distribution

### Acteurs principaux
- Tom Bateman : John Beecham
- Lesley Nicol : Henrietta Beecham
- Lara Dutta : Begum Samru
- Leo Suter : Daniel Beecham
- Dakota Blue Richards : Margaret Osborne
- Grégory Fitoussi : Benoît Castillon
- Pallavi Sharda : Chandrika
- Bessie Carter : Violet Woodhouse
- Adil Ray : Murad Beg
- Viveik Kalra : Baadal
- Kulvinder Ghir : Mool Chand
- Goldy Notay : Bindu
- Shriya Pilgaonkar : Chancal
- Amer Chadha-Patel : Ram Lal
- Trupti Khamkar : Maya
- Roshan Seth : Shah Alam II
- Marc Warren : Samuel Parker

### Acteurs secondaires
- Denzil Smith : Maharaja de Kalyan
- Vicky Arora : Gopal
- Arunoday Singh : Vijay Singh
- Medha Shankar : Roshanara
- Rudraksh Singh : Akbar II
- Tisca Chopra : l'impératrice
- Kumiko Chadha Berges : Princesse Maliya
- Ronak Chadha Berges : Prince Karim

## Production
Gurinder Chadha et Paul Mayeda Berges ont conçu la série tout en travaillant sur le film Le Dernier Vice-Roi des Indes. Ils se sont inspirés de Downton Abbey, tout en mélangeant les cultures anglaise et indienne. 
Elle a été produite par Bend It TV, qui appartient en partie au distributeur Freemantle Media.
Le tournage a commencé aux Ealing Studios en août 2018 Des tournages supplémentaires ont eu lieu au Rajasthan et à Delhi tout au long de 2018.
La série a commencé à être diffusée aux États-Unis le 14 juin 2020 dans le cadre de la série d'anthologies Masterpiece sur PBS. Trois mois avant sa diffusion en Amérique du Nord, la série a été visible en streaming sur PBS Passport. En Australie, la série a commencé à être diffusée sur Network 10 à partir du 11 juillet 2020. Il a également été mis à disposition sur son service de rattrapage 10 Play avant sa diffusion. En Suisse romande, la série a commencé à être diffusée sur RTS Un à partir du 27 juin 2021 et à  partir du 5 mars 2022 sur Chérie 25 en France.

## Distinctions
Joanna Eatwell a été nommée aux British Academy Television Awards 2020 de la meilleure conception de costumes pour la série.